# Malappuram (distrikt)
Malappuram (malayalam: മലപ്പുറം ജില്ല) är ett distrikt i den indiska delstaten Kerala, och har en yta på 3 550 km². Den administrativa huvudorten är Malappuram.